# International Offshore Rule
Die International Offshore Rule (IOR-Regel) ist eine internationale Ausgleichsformel für seegehende Yachten. Sie entstand aus den englischen RORC und der amerikanischen CCA-Formeln. Sie wurde für Hochseerennyachten eingesetzt, ist aber mittlerweile durch andere Systeme, insbesondere ORC und IRC abgelöst. 
Die IOR-Regeln wurden seit 1969 benutzt und waren sehr umfangreich und kompliziert. Die Berechnung benötigte trotz ihres Alters zwei Computerbildschirme voller Zahlen, mit denen ein Rennwert berechnet wurde. Dieser Rennwert war in Fuß angegeben, hatte aber mit der tatsächlichen Länge des Schiffes nur am Rande zu tun. Eine IOR-Vermessung war für Schiffe zwischen 16,0 Fuß (4,88 m) und 70 Fuß (21,34 m) möglich. Da trotz der Ausgleichsrechnung aber keine Schiffe so unterschiedlicher Größe fair gegeneinander antreten konnten, wurden sie in 8 Klassen eingeteilt. Die IOR-Regeln erlaubten auch das Austragen von Regatten innerhalb dieser Klassen ohne Zeitausgleich. Bei diesen Rennen war also das erste Boot im Ziel auch der Sieger. Die früher beliebten Tonner-Klassen verwendeten dieses Schema. 
Die IOR-Regel wird heute nicht mehr angewendet. Hauptgründe dafür sind ihre hohe Komplexität und die Tatsache, dass es Konstrukteuren zunehmend gelang, Lücken im Regelwerk auszunutzen, um sich nicht vorgesehene Vorteile zu verschaffen. 